# Алеко (фільм-опера)
«Алеко» (рос. «Алеко») — російський радянський художній фільм, екранізація однойменної одноактної опери Сергія Васильовича Рахманінова за сюжетом поеми Олександра Сергійовича Пушкіна «Цигани». Прем'єрний показ відбувся 1 січня 1953 року.

## Сюжет
У Бессарабії розташувався табір циган. Одного разу циганка Земфіра зустріла Алеко, який переховується від закону. Алеко оселився серед циган і ділив своє вигнання з Земфірою.

За два роки Алеко став здогадуватися, що Земфіра зраджує йому з молодим циганом. Дівчина збайдужіла до нього й зустрічається з новим коханим вночі. Алеко почув спів молодого цигана й вбив його, а за ним — і невірну Земфіру. Її передсмертний крик почув табір, батько Земфіри сказав Алеко, що циганам не потрібна кров і з вбивцею вони жити не будуть. Поховавши загиблих, табір рушив далі, а Алеко залишився на самоті.

## У головних ролях
- Олександр Огнівцев — Алеко;
- Святослав Кузнєцов — Молодий циган;
- Марк Рейзен — старий циган;
- Інна Зубковська — Земфіра;
- Броніслава Златогорова — Стара циганка